# Westerborstel
Westerborstel település Németországban, Schleswig-Holstein tartományban. Lakosainak száma 110 fő (2023. december 31.).

## Népesség
A település népességének változása:
| Lakosok száma | 93   | 100  | 93   | 110  | 115  | 110  |
|               | 1975 | 2017 | 2019 | 2021 | 2022 | 2023 |